# Montgrí

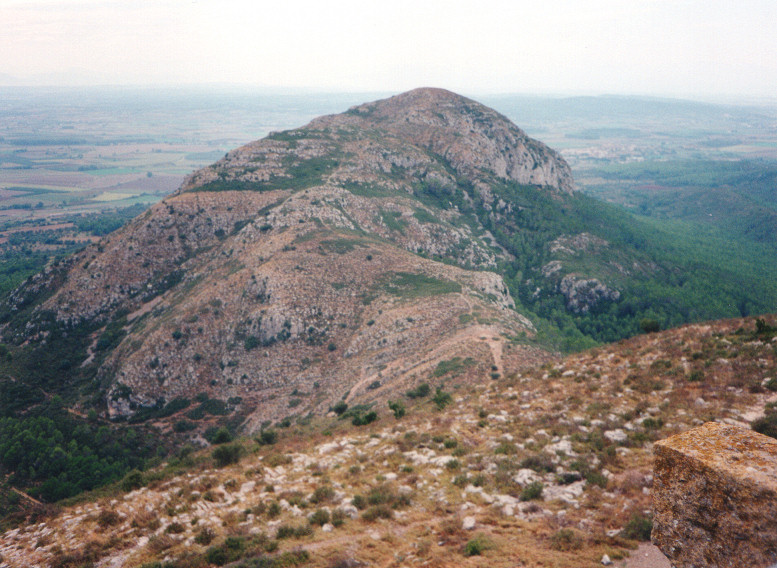
O Puig Rodó no maciço de Montgrí

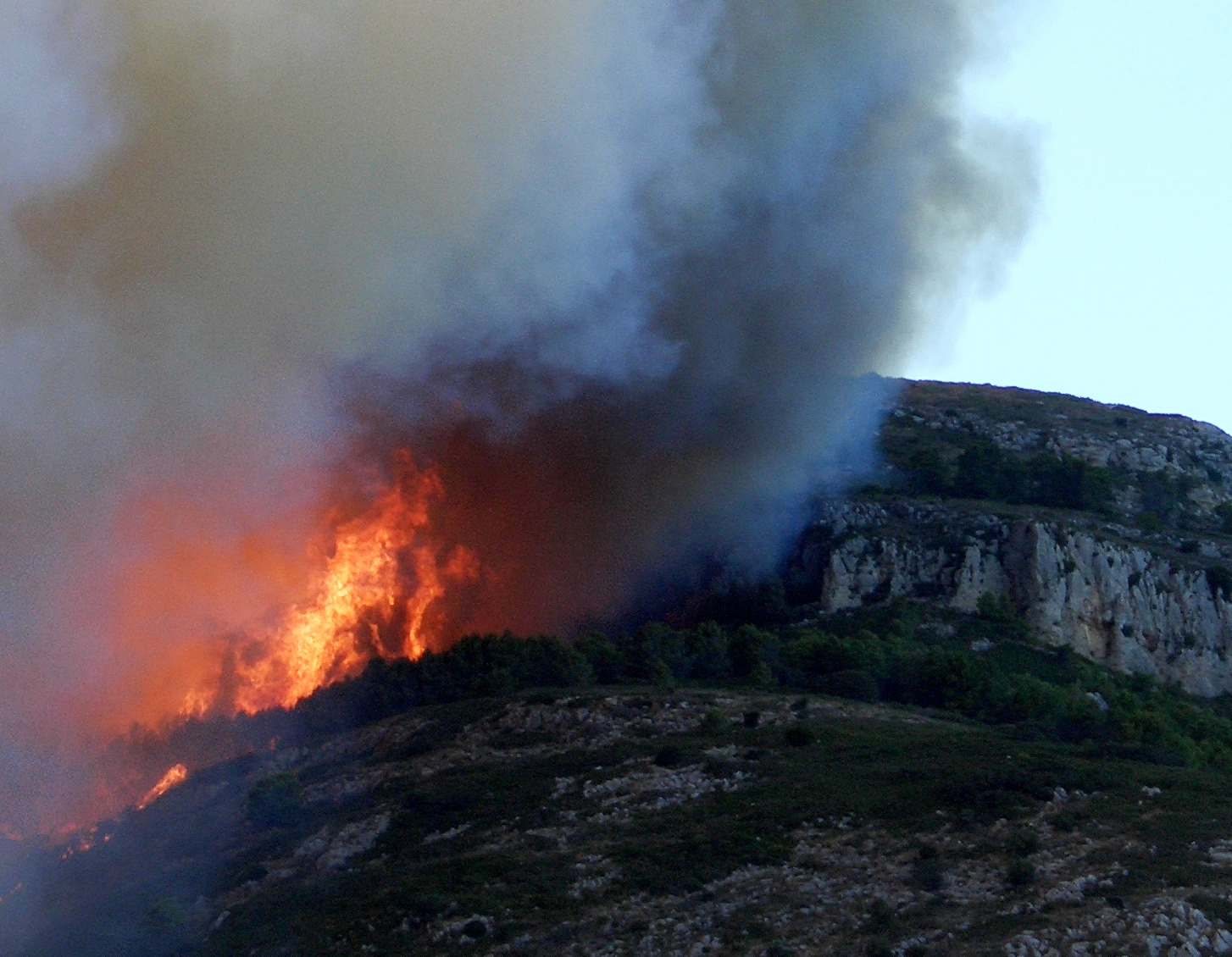
O Montgrí em chamas

O Montgrí (pronúncia catalã: /muŋˈɡɾi/) é uma pequena cordilheira na Catalunha, na margem norte do rio Ter. Faz parte da Cordilheira da Costa Catalã e seu ponto mais alto é de 311 metros.

## Ecologia
A vegetação deste maciço é maioritariamente constituída por matos mediterrâneos baixos entre rochas. Existem algumas moitas de palmeira-leque mediterrânica (Chamaerops humilis), sendo um dos locais mais setentrionais onde esta pequena palmeira cresce em estado selvagem. As arestas mais baixas da serra apresentam alguma floresta mediterrânica, constituída maioritariamente por pinheiros (Pinus halepensis), bem como alguns sobreiros (Quercus suber) e carvalho (Quercus sp.).
As corujas (Bubo bubo) nidificam em algumas das grutas das encostas do extenso sistema de colinas. Existe uma variedade de caracois terrestres endémicos que habitam esta serra.
Antigamente havia vinhedos ao lado do Montgrí. Eles foram abandonados no século XIX após severas pragas de filoxera. Restos das antigas vinhas ainda podem ser vistos.
O maciço de Montgrí é frequentemente devastado por incêndios florestais, especialmente durante longos períodos de seca; o último incêndio sério foi em 2004.